# Lillesand
Lillesand là một thị xã và đô thị ở hạt Aust-Agder, Na Uy. Nó là một phần của khu truyền thống Sørlandet. Trung tâm hành chính của đô thị này là thị xã Lillesand. 
Lillesand giáp về phía bắc đô thị Birkenes bên bờ biển phía đông của Grimstad đô thị ở Aust-Adger. Phía bờ biển phía Tây đô thị này giáp với đô thị ở Kristiansand. Hồ Østre Grimevann là một hồ lớn ở phía bắc của đô thị này.